# Меллер, Стефан
Стефан Меллер (пол. Stefan Meller; 4 июля 1942, Лион — 4 февраля 2008, Варшава) — польский историк, политик, дипломат.

## Биография
Сын дипломата Адама Меллера. Происходил из ассимилированной еврейской семьи из Устишек Долных.
В 1966 году окончил исторический факультет Варшавского университета, в 1974 году стал кандидатом исторических наук, в 1983 году стал почётном кандидатом (хабилитация), с 1993 года был профессором.
В 1966—1968 годах работал в престижном Институте международных проблем, откуда был изгнан, в числе других лиц еврейского происхождения, во время событий 1968 года.
Лишённый возможности устроиться на работу по своей профессии, он работал на различных должностях, в том числе переводчиком, кассиром и учителем французского языка. После защиты кандидатской диссертации в 1974 году стал преподавателем истории в отделении Варшавского университета в Белостоке.
С 1975 года одновременно работал в Государственной высшей театральной школе в Варшаве, где с 1981 по 1984 год занимал пост проректора.
С 1992 до 1996 года служащий Министерства иностранных дел: замдиректора и директор 1-го Европейского департамента,
в 1995—1996 годах — заместитель министра иностранных дел.
С 1996 по 2001 год — Посол во Франции.
В 2001—2002 годах — заместитель министра иностранных дел.
В 2002—2005 годах — Посол в России.
С 31 октября 2005 по 9 мая 2006 года — министр иностранных дел Польши.
После этого Меллер снова посвятил себя занятию историей. Как историк Меллер известный в основном по произведениям о истории Франции, в том числе о Великой французской революции. Работал главным редактором исторического журнала Mówią wieki (1990—1994). Был также консультантом по истории при фильме Дантон (1982).Один из его сыновей, Марцин Меллер — журналист прессы и телевидения, главный редактор польского издания журнала Playboy.